# 董鏞 (永樂進士)
董鏞，字孟聲，浙江仁和（今屬杭州）人。明朝政治人物、進士。

## 生平
永樂二年，其中進士三甲第一百九十八名，后選為翰林院庶吉士，編撰永樂大典。入選翰林，授文學官。后推薦任永豐知縣，有學行。